# Куржеон
Куржеон (фр. Courgeon) насеље је и општина у северној Француској у региону Доња Нормандија, у департману Орн која припада префектури Мортањ о Перш.
По подацима из 2011. године у општини је живело 368 становника, а густина насељености је износила 35,35 становника/km². Општина се простире на површини од 10,41 km². Налази се на средњој надморској висини од 166 метара (максималној 193 m, а минималној 144 m).

## Демографија
| 1962. | 1968. | 1975. | 1982. | 1990. | 1999. | 2011. |
| ----- | ----- | ----- | ----- | ----- | ----- | ----- |
| 316   | 320   | 269   | 297   | 285   | 307   | 368   |

График промене броја становника у току последњих година